# Ingrid Kötter
Ingrid Kötter (* 23. Juni 1934 als Ingrid Göbel in Hagen in Westfalen) ist eine deutsche Kinder- und Jugendbuchautorin. Sie schreibt Fernsehdrehbücher, Hörspiele, Lyrik und Romane und lebt in Tübingen.
Ingrid Kötter machte eine Ausbildung zur Großhandelskauffrau und arbeitete bis 1962 als Sekretärin im Personalwesen. 
Sie ist Gewinnerin des Dramatiker-Wettbewerbs der Wuppertaler Kammerspiele. Ihr Buch "Alle sagen Neuer zu mir" stand 1979 auf der Auswahlliste zum Deutschen Jugendbuchpreis.

## Werke
- Alle sagen Neuer zu mir. Dressler, Hamburg 1978, ISBN 978-3-7915-1122-1 (109 S.).
- Cocker & Co., Detektivbüro. Arena, Würzburg 1992, ISBN 978-3-401-04343-2 (130 S.).
- Cocker & Co., Diebe im Zoo. Arena, Würzburg 1993, ISBN 978-3-401-04461-3 (234 S.).
- Das Geheimnis der Bronzemaske. Arena, Würzburg 1999, ISBN 978-3-401-04694-5 (107 S.).
- Das Tübinger Hützelmännlein. Landesgirokasse Tübingen, Tübingen 1990 (43 S.).
- Der Platzda. Arena, Würzburg 1986, ISBN 978-3-401-02033-4 (80 S.).
- Detektiv Jan Winter: Den Dieben auf der Spur. Ed. Bücherbär, Würzburg 2000, ISBN 978-3-401-07830-4 (99 S.).
- Die Kopftuchklasse. Arena, Würzburg 1989, ISBN 978-3-401-02049-5 (78 S.).
- Die Windpockenbande. Benziger Edition, Würzburg 1995, ISBN 978-3-401-07215-9 (30 S.).
- Für zwanzig Pfennig Bildsalat. Arena, Würzburg 1987, ISBN 978-3-401-04193-3 (183 S.).
- Ich trau mich was! : Mutgeschichten. Arena, Würzburg 2001, ISBN 978-3-401-05263-2 (61 S.).
- Keine Angst vor Mister Dobermann! Und andere Mutmach-Geschichten. Arena, Würzburg 1994, ISBN 978-3-401-04401-9 (61 S.).
- Kroko beim Zahnarzt. Arena, Würzburg 1984, ISBN 978-3-401-02015-0 (62 S.).
- Kunterbuntes Spielemagazin. Loewe, Bayreuth 1974, ISBN 978-3-7855-1672-0 (239 S.).
- Mädchen sind klasse! Ed. Bücherbär, Würzburg 1993, ISBN 978-3-401-08315-5 (48 S.).
- Manchmal bin ich nachts ein Riese. Arena, Würzburg 1987, ISBN 978-3-401-01548-4 (186 S.).
- Mutig, mutig, Katharina! Arena, Würzburg 1994, ISBN 978-3-401-02059-4 (71 S.).
- Schule ist schööön! Ed. Bücherbär, Würzburg 1996, ISBN 978-3-401-07416-0 (28 S.).
- Sebastian und die Riesenblume. Benziger Edition, Würzburg 1994, ISBN 978-3-401-07152-7 (32 S.).
- Tim freut sich auf die Schule. Ed. Bücherbär, Würzburg 2000, ISBN 978-3-401-07982-0 (28 S.).
- Von Supereltern kannst du träumen. Dressler, Hamburg 1985, ISBN 978-3-7915-1124-5 (159 S.).
- Willi Wasserkatze. Arena, Würzburg 1989, ISBN 978-3-401-04290-9 (54 S.).
- Zwillinge kommen selten allein. Ed. Bücherbär, Würzburg 1997, ISBN 978-3-401-07247-0 (47 S.).